# Lalmonirhat
Lalmonirhat (bengali: Lālmanir Hāt, Lalmanirhat, Lalmanirat) är en ort i Bangladesh.   Den ligger i provinsen Rangpur, i den norra delen av landet, 260 km norr om huvudstaden Dhaka. Lalmonirhat ligger 38 meter över havet och antalet invånare är 65 127.